# Eyjólfur Héðinsson
Eyjólfur Héðinsson (Reykjavík, 1º gennaio 1985) è un calciatore islandese, centrocampista dello Stjarnan.

## Palmarès

### Club

#### Competizioni nazionali
- Coppa d'Islanda: 1

Stjarnan: 2018
- Supercoppa d'Islanda: 1

Stjarnan: 2019